# Кайеркан
Кайерка́н — район города Норильска, имевший статус города с 1980 по 2004 годы. Находится на севере Красноярского края, на юге Таймырского полуострова, в 24 километрах к западу от центрального района Норильска, с которым соединён автомобильной и железной дорогами. Кайеркан расположен близ реки Кайеркан (правый приток реки Амбарной, бассейн реки Пясины).

## Этимология
Название города вероятно либо от долганского слова Кайерка́н что в переводе означает — «маленькая горочка, препятствие», либо от якутского слово хайыр в значении «камень, скала» с уменьшительно-ласкательным суффиксом -кан.

## История

###### 1940-е
Строительство посёлка Кайеркан связано с разведкой местности, весной 1940 года при исследовании местности в 18 км от Норильска с целью прокладки ширококолейной железной дороги проектировщики обнаружили залежи каменного угля и последующей (c 1943 года) эксплуатацией угольного месторождения (работы начинали заключенные ГУЛАГа, в районе современного Кайеркана было одно из лагерных отделений Норильлага). В 1943 году заложена разведочная шахта № 16. Для начала работ командировали 25 заключённых. Жили в посёлке Каларгон в 3 километрах от шахты. Работы велись в болотистой пустынной тундре и выполнялись вручную. За 1943 год было добыто 780 тонн угля. К началу 1944 года рядом с шахтой вырос небольшой населённый пункт. В 1945-м была заложена шахта № 18. А 2 июня 1947 года кайерканский уголь был отправлен в Дудинку железнодорожным составом.

###### 1950-е
В 1956 году труд заключённых перестаёт использоваться, Норильлаг ликвидируют, а объекты Норильского комбината переводят на обслуживание вольнонаёмными.
2 ноября 1956 года Кайеркан получил статус рабочего посёлка.
С 1957 года действует рудник «Кайерканский» с шахтами и карьерами.
10 мая 1959 года произошло очень значимое для посёлка событие — из Норильска в Кайеркан пришёл первый электровоз. А с 15 мая 1959 года открылось регулярное движение пассажирской электросекции Норильск — Кайеркан.

###### 1960-е
Первоначально кайерканский уголь добывался в шахтах, а в 1962 году началась эксплуатация Кайерканского угольного разреза. В сентябре 1962 года с 225-метровой глубины впервые в мире за 69-й параллелью был выдан уголь открытым способом. В 1963 году угольный разрез добыл 212 тыс. тонн угля, а в 1966-м — 600 тыс.тонн. В 1965-м началась разработка второго угольного разреза.

###### 1970-е
Последнюю тонну подземного угля Кайеркана выдали 30 июля 1971 года. В 1975 году закрыли и Кайерканский разрез № 1, уголь стали добывать только на КУР № 2.
После 1972 года осталась только угледобыча открытым способом.
Дальнейшее развитие посёлка Кайеркан было связано со строительством и началом эксплуатации (в 1979 году) Надеждинского металлургического завода — одного из крупнейших предприятий Норильского горно-металлургического комбината (сейчас — Заполярный филиал ГМК «Норильский никель»).

###### 1980-е
30 ноября 1982 года Президиум Верховного РСФСР своим указом преобразовал рабочие посёлки Кайеркан и Талнах в города районного подчинения.

###### Настоящее время
В 2004 году Кайеркан (наряду с Талнахом) и Норильск были объединены «как фактически слившиеся между собой, в единый населенный пункт». В 2005 году территория бывшего города Кайеркана была преобразована в административный район города Норильска с названием «Кайеркан».
В настоящее время в связи с осуществлённым в 1970-х годах переходом Норильского комбината на газовое топливо, уголь в Кайеркане добывается лишь в очень небольших количествах, необходимых для некоторых технологических процессов. Основное место добычи угля — Кайерканский угольный разрез-2 (КУР-2) к югу от Кайеркана.
29 мая 2020 года в Кайеркане около 20 тыс. тонн дизельного топлива вылилось на дорогу из резервуара ТЭЦ-3 Норильско-Таймырской энергетической компании, входящей в группу Норильский никель, и попало в реки Амбарная и Далдыкан, а также почти во все их притоки. Предельно допустимая концентрация вредных веществ в воде реки Амбарной к 3 июня превысила норму в десятки тысяч раз. На территории Красноярского края была объявлена чрезвычайная ситуация федерального масштаба.

## Население
| 1956    | 1959    | 1970    | 1979    | 1981    | 1986    | 1989    |
| ------- | ------- | ------- | ------- | ------- | ------- | ------- |
| 4966    | ↗5167   | ↘4748   | ↗18 013 | ↗23 014 | ↗25 009 | ↗27 881 |
| 1991    | 1996    | 1999    | 2001    | 2002    | 2006    | 2009    |
| ↘27 663 | ↘27 297 | ↘25 038 | ↗27 159 | ↘27 116 | ↗27 300 | ↘25 115 |
| 2010    | 2016    | 2021    | 2022    |         |         |         |
| ↘22 338 | ↗23 001 | ↘21 193 | ↗21 665 |         |         |         |

## Образование
В Кайеркане расположены 5 общеобразовательных учреждений, которые включены в единую образовательную систему Большого Норильска: средняя школа № 32, средняя школа № 37, средняя школа № 40, средняя школа № 45 и гимназия № 11. Получить среднее специальное образование на базе девятилетней школы можно в центре образования № 3.

## В культуре
Кайеркан упоминается в песнях «Железный» и «Lyapis Crew» панк-рок группы «Ляпис Трубецкой».
В книге «Сколько стоит человек» (мемуары Ефросиньи Антоновны Керсновской). Также упоминается в стихотворении Юрия Михайлика.

## СМИ

### Радиостанции
- 87,9 FM — «Радио России / ГТРК Красноярск»